# Santa Croce Camerina
Santa Croce Camerina é uma comuna italiana da região da Sicília, província de Ragusa, com 8 474 habitantes. Estende-se por uma área de 40,76 km², tendo uma densidade populacional de densidade: 207,9 hab./km². Faz fronteira com Ragusa.
Segundo Jerônimo de Estridão, Camerina foi fundada em 601 a.C.

## Demografia
| Variação demográfica do município entre 1861 e 2011 |
|                                                     |
| Fonte: Istituto Nazionale di Statistica (ISTAT)     |